# Масличная пальма (род)
Ма́сличная па́льма, или Элеис (лат. Elaeis) — род деревьев семейства Пальмовые (Arecaceae), произрастающих в тропических областях Африки и Южной Америки.

## Виды
Семейство состоит из двух видов:
- Elaeis guineensis Jacq. — Масличная пальма, или Африканская масличная пальма, или Элеис гвинейский, родом из Африки, натурализована в странах Азии с тропическим климатом (Шри-Ланка, Индонезия, Малайзия), а также на острове Мадагаскар.
- Elaeis oleifera (Kunth) Cortés — Американская масличная пальма, или Элеис масличный — вид, произрастающий в Южной Америке.

Из них существенно более известна африканская масличная пальма, которая введена в культуру во многих странах с тропическим климатом, из плодов её получают пальмовое масло. Если в литературе встречается название «масличная пальма» без указания вида, то речь идёт, как правило, именно об этом виде.